# Viagens do tesouro Ming

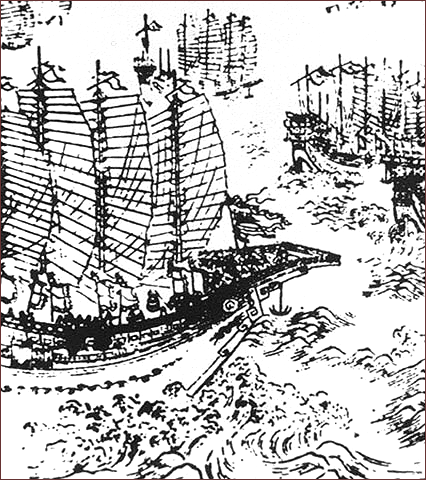
Vários dos navios de Zheng He, conforme representados em uma impressão em xilogravura, datados do início do século XVII

As viagens do tesouro Ming foram as sete expedições marítimas realizadas pela frota do tesouro da China Ming entre 1405 e 1433. O Imperador Yongle ordenou a construção da frota do tesouro em 1403. O grande projeto resultou em viagens oceânicas de longo alcance para os territórios costeiros e ilhas dentro e ao redor do Mar da China Meridional, Oceano Índico e além. O almirante Zheng He foi escolhido para comandar a frota do tesouro para as expedições. Seis das viagens ocorreram durante o reinado de Yongle (r. 1402–1424), enquanto a sétima viagem ocorreu durante o reinado de Xuande (r. 1425–1435). As três primeiras viagens chegaram até Calecute, na costa de Malabar, na Índia, enquanto a quarta viagem foi até Ormuz, no Golfo Pérsico. Nas últimas três viagens, a frota subiu até a Península Arábica e a África Oriental.
A frota expedicionária chinesa era fortemente militarizada e carregava grandes quantidades de tesouros, que serviram para projetar o poder e a riqueza chinesa para o mundo conhecido. Eles trouxeram de volta muitos embaixadores estrangeiros cujos reis e governantes estavam dispostos a se declararem tributários da China. Durante as viagens, eles destruíram a frota pirata de Chen Zuyi em Palembang, capturaram o reino cingalês Kotte do rei Alekeshvara e derrotaram as forças do pretendente Semudera Sekandar no norte de Sumatra. As façanhas marítimas chinesas trouxeram muitos países estrangeiros para o sistema tributário do país e esfera de influência através da supremacia militar e política, incorporando assim os estados na maior ordem mundial chinesa sob a suserania Ming. Além disso, os chineses reestruturaram e estabeleceram o controle de uma extensa rede marítima na qual a região se integrou e seus países se interligaram em nível econômico e político.
As viagens do tesouro Ming foram comandadas e supervisionadas por um corpo de eunucos cuja influência política dependia do favor imperial. Dentro do sistema de estado imperial da China Ming, os funcionários civis foram os principais oponentes políticos dos eunucos e a facção oposta contrária às expedições. Com o fim das viagens marítimas, o governo civil ganhou vantagem dentro da burocracia do estado, enquanto os eunucos gradualmente caíram em desgraça após a morte do imperador Yongle e perderam a autoridade para conduzir esses empreendimentos em grande escala. O colapso das expedições foi influenciado também por interesses econômicos dirigidos pela elite contra o controle do comércio pelo estado central, já que a empreitada marítima foi a chave para contrabalançar grande parte do comércio privado localizado, que atraiu a inimizade das autoridades que se beneficiavam disso.
Ao longo das viagens marítimas no início do século XV, a China Ming tornou-se a potência naval preeminente, projetando seu poder marítimo mais para o sul e oeste. Ainda há muito debate sobre questões como o objetivo real das viagens, o tamanho dos navios, a magnitude da frota, as rotas percorridas, as cartas náuticas empregadas, os países visitados e as cargas transportadas.